# Penaeus esculentus
La mazzancolla indopacifica (Penaeus esculentus Haswell, 1879) è un crostaceo decapode appartenente alla famiglia Penaeidae proveniente dall'Indo-Pacifico.

## Descrizione
Non è un gambero di dimensioni particolarmente grandi: gli esemplari femminili, più grandi dei maschi, non superano i 15,5 cm. Come tutti i crostacei appartenenti alla famiglia Penaeidae, presenta un telson appuntito e sul carapace la spina post-orbitale è assente. La colorazione, da cui deriva il nome comune inglese brown tiger prawn, è prevalentemente marrone pallida con striature più scure. Somiglia abbastanza al più grande Penaeus monodon.

## Biologia

### Alimentazione
Si nutre sia di fitoplancton (soprattutto diatomee) e piante acquatiche (Enhalus acoroides, Zostera muelleri) che di piccoli pesci ed invertebrati bentonici tra cui altri crostacei (soprattutto copepodi e anfipodi), policheti, nematodi, sipunculidi, briozoi, picnogonidi, ostracodi (Loxoconcha), molluschi e echinodermi (Ophiuroidea).

### Riproduzione
È oviparo e depone le uova in acque costiere con una temperatura intorno ai 29 °C. La maturità sessuale viene raggiunta dagli esemplari femminili dopo che il loro carapace ha superato i 2,5 cm di lunghezza.

### Ibridi
In cattività sono nati ibridi con Penaeus monodon.

## Distribuzione e habitat
È una specie endemica dei fondali fangosi delle coste dell'Australia; gli adulti possono essere trovati fino a 22 m di profondità, mentre le larve sono più comuni nelle zone ricche di vegetazione acquatica alla foce dei fiumi..

## Interesse commerciale
Anche se può essere allevato con successo non cresce velocemente come altre specie del genere Penaeus più importanti per l'acquacoltura. In Australia è pescato abbastanza frequentemente..